# Lucena de Jalón
Lucena de Jalón es un municipio y localidad española, de la provincia de Zaragoza, en la comunidad autónoma de Aragón. El término municipal, ubicado en la comarca de Valdejalón, tiene una población de 224 habitantes (INE 2024) e incluye también el barrio rural de Berbedel

## Toponimia
Su nombre proviene del nombre romano de persona Lucius, Lucianus o Luciena. De hecho, la población fue llamada Lucena hasta 1910, y Lucena de Jalón desde 1920. Madoz ya la llama Lucena de Jalón a mediados del siglo XIX. Antes se llamaba Bellestar y Sobrecullida de Tarazona en 1495, Vereda de Tarazona en 1646 y Corregimiento de Zaragoza entre 1711 y 1833.

## Geografía
El municipio tiene un área de 10,31 km².

## Historia

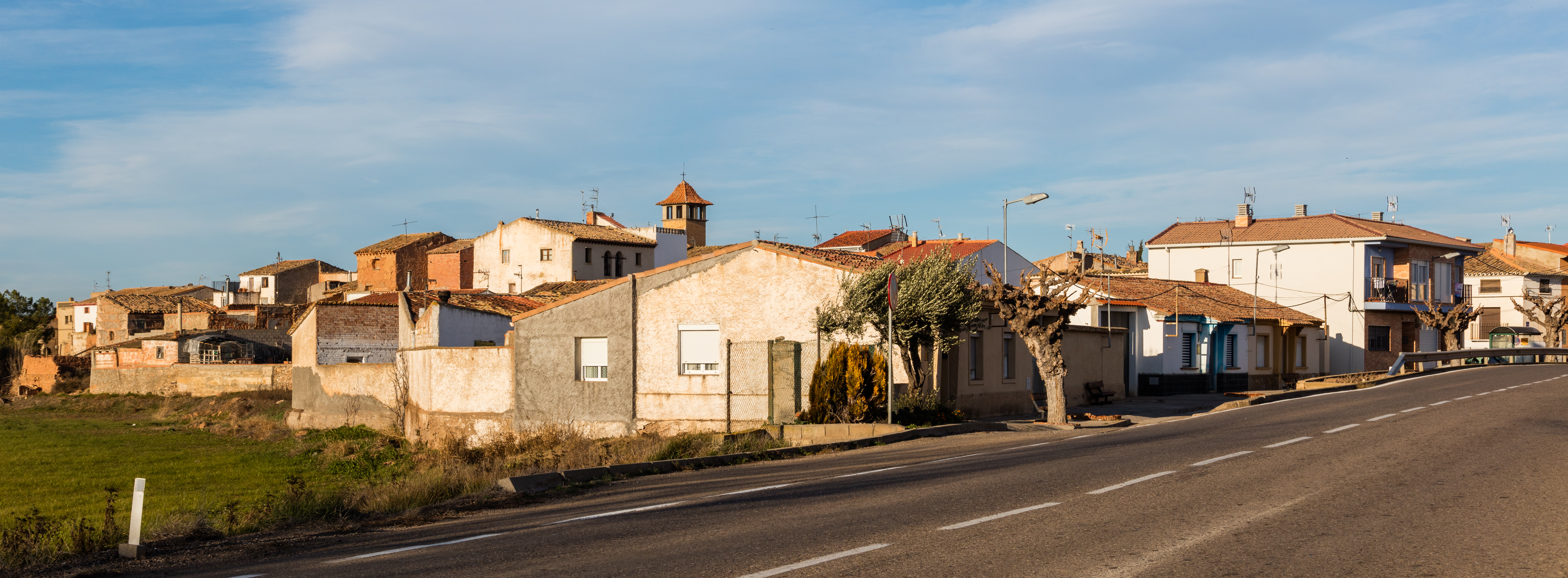
Carretera en su paso por Lucena de Jalón

Está constatada la existencia de un castillo en época medieval, al parecer, ubicado en la loma que ocupa la actual zona deportiva. Sin embargo, no se conservan restos. Se desconoce el paradero de un miliario romano de Domiciano de un tramo común a las vías XXIV y XXV del Itinerario de Antonino que pasaba por Lucena y comunicaba Caesaraugusta con Emérita Augusta.
El 1 de septiembre de 1206 los Hospitalarios recibieron en tenencia el castillo y la villa de Lucena hasta que se les pagase una deuda. (Ver LEDESMA La Encomienda de Zaragoza, p.386, nº153). El 3 de abril de 1276 era de Jimeno de Urrea, que la legó en testamento (Ver UBIETO ARTUR, Nobiliario, p.326). El 14 de octubre de 1348, Pedro IV de Aragón dio a Fernando Gómez de Albornoz la casa llamada de Lucena, que había sido antes de Jimeno Pérez de Pina (Ver SINUES, nº1741). En 1371 era del arzobispo de Zaragoza, Lope Fernández de Luna, que la dio a doña Toda, que la legó a su sobrino Lope Jiménez de Urrea (UBIETO ARTUR, p.189). En 1610 era del Conde de Aranda. (LABAÑA, p.125). En 1785, de señorío secular. Durante el siglo XVII, del Obispado de Zaragoza (Parroquia dedicada a San Antonio de Padua).
Ayuntamiento desde 1834, partido judicial de La Almunia de Doña Godina. En 1845 se une Berbedel y en 1965 se incorpora al partido judicial de Zaragoza
Hasta la reforma de la nomenclatura municipal de 1916 el municipio se llamaba simplemente Lucena. En dicha fecha su nombre fue modificado por el de Lucena de Jalón.

## Demografía
Lucena de Jalón cuenta con una población de 224 habitantes (INE 2024).
| Gráfica de evolución demográfica de Lucena de Jalón entre 1842 y 2021 |
| |
| Población de derecho según los censos de población del INE Población de hecho según los censos de población del INEEn estos censos se denominaba Lucena: 1842, 1857, 1860, 1877, 1887, 1897, 1900 y 1910 Entre el censo de 1857 y el anterior, crece el término del municipio porque incorpora a 505004 (Berbedell) |

- 1495: 9 fuegos. Solamente musulmanes
- 1543: 9 fuegos
- 1610: 30 personas (6 casas a 5 individuos por casa). Moriscos expulsados
- 1646: 7 fuegos
- 1713: 10 vecinos
- 1717: 4 vecinos
- 1722: 4 vecinos
- 1787: 4 vecinos
- 1797: 13 vecinos
- Circa 1850: 50 casas, 48 vecinos y 201 almas (MADOZ)
- 1857: 373 habitantes
- 1970: 353 habitantes (Nomenclator)
- 1991: 306
- 1996: 273
- 2001: 235
- 2004: 252
- 2007: 274

## Administración y política
| Período   | Alcalde                 | Partido |  |
| --------- | ----------------------- | ------- |  |
| 1979-1983 | Simeón Plo López        | UCD     |  |
| 1983-1987 |                         |         |  |
| 1987-1991 |                         |         |  |
| 1991-1995 |                         |         |  |
| 1995-1999 |                         |         |  |
| 1999-2003 |                         |         |  |
| 2003-2007 |                         |         |  |
| 2007-2011 |                         |         |  |
| 2011-2015 |                         |         |  |
| 2015-2019 | José María Julve Larraz | PSOE    |  |

| Partido político    | Partido político                                   | 2003   | 2007   | 2011   | 2015   |
| Partido político    | Partido político                                   | Ediles | Ediles | Ediles | Ediles |
|                     | Partido de los Socialistas de Aragón (PSOE-Aragón) | 2      | 5      | 4      | 5      |
|                     | Partido Popular de Aragón (PP)                     | 3      | 2      | 3      | 2      |
|                     | Partido Aragonés (PAR)                             | 0      | —      | —      | —      |
|                     | Chunta Aragonesista (CHA)                          | 0      | —      | —      | —      |
| Total de concejales | Total de concejales                                | 5      | 5      | 5      | 5      |

## Cultura

### Patrimonio
- Iglesia de San Antonio de Padua (siglo XVI), en Berbedel
- Palacio de siglo XVII.

### Fiestas
- San Antonio, 13 de junio
- Virgen del Rosario, 6 de octubre